# フィレンツェに燃える
『フィレンツェに燃える』（フィレンツェにもえる）は、宝塚歌劇団のミュージカル作品。
柴田侑宏によるオリジナル作品。1975年初演（雪組公演）。

## 概要
19世紀中盤にさしかかり、国家統一運動の気運が高まり始めたフィレンツェを舞台に、性格は対照的ながら互いを気遣う侯爵家の兄弟を中心として、2人の青春と思わぬ相剋の行方を描いた。「愛の二面性」ー純真さ（神の領分）と欲望（悪魔の領分）の相剋ーを主題に据え、様々な愛の姿が描かれた人間ドラマ。
初演時の宝塚における併演作品は『ザ・スター』、東京は『ボン・バランス』。
本作の制作により、柴田は初演翌年の1976年、昭和50年度芸術選奨新人賞を受賞。
上記のように評価も得た作品だが、柴田の現役中に再演には至らず、2019年の柴田逝去後の2022年、47年ぶりの再演（全国ツアー公演）が実現、作品・主題の普遍性が見直される形となっている。

## ストーリー
※『宝塚歌劇100年史（舞台編）』の宝塚大劇場公演のページを参照。
フランス革命の余波に影響されるイタリアのフィレンツェ。聡明な兄のアントニオと奔放な弟のレオナルドが、元歌姫のパメラを巡り、失いかけた絆を、彼女の死によって取り戻す。しかし、国家統一のための義勇軍に身を投じるべく、レオナルドは旅立つのであった。

## 公演期間と公演場所
- 1975年2月1日 - 2月27日[1]（新人公演：2月19日[3]）　宝塚大劇場[4]
- 1975年4月3日 - 4月27日[2]（新人公演：4月18日[3]）　東京宝塚劇場

## 宝塚大劇場公演のデータ
形式名は「ミュージカル・ロマンス」。12場。

### スタッフ
- 作・演出：柴田侑宏[1]
- 作曲・編曲：寺田瀧雄[5]
- 編曲：河崎恒夫[5]
- 音楽指揮：野村陽児[5]
- 振付：喜多弘[5]
- 装置：黒田利邦[5]
- 衣装：小西松茂[5]
- 照明：今井直次[6]
- 音響・録音：松永浩志[6]
- 小道具：上田特市[6]
- 効果：扇野信夫[6]
- 演出助手：村上信夫[6]
- 制作：野田浜之助[6]

## 主な配役
※「（）」の人物は新人公演。氏名の前に「宝塚」「東京」の文字がなければ両劇場共通。
- アントニオ - 汀夏子（宝塚：みさとけい、東京：上條あきら）[3]
- レオナルド - 順みつき（麻実れい）[3]
- パメラ - 高宮沙千（麗美花）[3]

## 初演時の背景
初演当時、柴田自身は本作を、ドストエフスキー作「『白痴』の一つのバリエーション』と評しており、本作の執筆には、柴田が検討していた宝塚での「白痴」舞台化企画案の断念が深く関わっている。
柴田は「白痴」舞台化案を断念した後も、「白痴」から感じ取った主題のひとつ、「愛の二面性」について強いこだわりがあり、この点を主題に据えた別のオリジナル作品を新たに構想、初演当時の雪組の主要出演者たちを念頭に、設定等を練り直して執筆したのが本作だった。
上記の経緯から、柴田は本作を「白痴」と趣を異にする作品に仕上げながらも、柴田なりに先述の主題に接近を試みたい、と作品の趣旨を明かしている。